# Shevockia anacamptolepis
Shevockia anacamptolepis là một loài rêu trong họ Neckeraceae. Loài này được (Müll. Hal.) Enroth & Meng-Cheng Ji mô tả khoa học đầu tiên năm 2006.